# يونس بن عطية الحضرمي
يونس بن عطية الحضرميّ، أبو كثير: قاضي، من كبار الفقهاء، من سادات حضرموت بمصر.
ولي قضاءها وشرطها مدة سنة وسبعة أشهر. عدّه السيوطي في الأئمة المجتهدين. توفي يونس عام 86 هـ الموافق 705م.